# (1840) Hus
(1840) Hus ist ein Asteroid des Hauptgürtels, der am 26. Oktober 1971 vom tschechischen Astronomen Luboš Kohoutek an der Sternwarte in Hamburg-Bergedorf (IAU-Code 029) in Hamburg entdeckt wurde.
Der Asteroid ist nach dem tschechischen Theologen und Reformator Jan Hus (1369–1415) benannt.